# M18 Hellcat

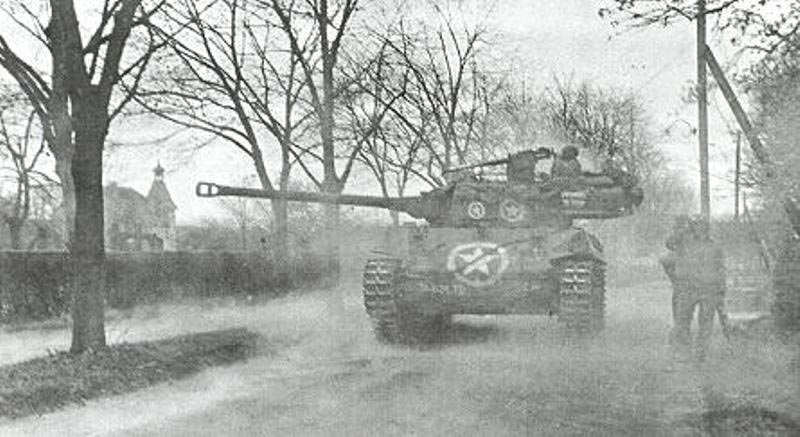
M18 „Hellcat” z 824 Batalionu Niszczycieli Czołgów wspiera piechotę, 1 kwietnia 1945, Wiesloch, Niemcy

76 mm Gun Motor Carriage M18 – amerykański niszczyciel czołgów z okresu II wojny światowej. Był to najszybszy pojazd gąsienicowy z okresu II wojny światowej, jego popularna nazwa to „Hellcat” (ang., jędza, wiedźma).

## Historia
W grudniu 1941 amerykański War Ordnance Department (departament ds. uzbrojenia) ogłosił konkurs na nowy niszczyciel czołgów z zawieszeniem typu Christie, silnikiem Wright Continental R-975 i armatą 37 mm.
Już w czasie kampanii północnoafrykańskiej (operacja Torch) zdecydowano na zmianę uzbrojenia na armatę 57 mm, a w czasie testów zwiększono jeszcze uzbrojenie główne kolejno na armaty 75 mm i 76 mm. Zdecydowano także porzucić oryginalnie zamówione podwozie Christie na rzecz podwozia z drążkiem skrętnym. W lutym 1943 zdecydowano się na ostateczny projekt i produkcja tego pojazdu rozpoczęła się w lipcu tego roku.
M18 wziął udział w walkach w Europie od 1944 i okazał się bardzo udanym pojazdem, znakomicie nadającym się do ataków z zasadzki i szybkich rajdów na nieprzyjaciela, do czego świetnie pasowały jego niska sylwetka, wysoka prędkość i armata o dużej mocy. Był on w stanie zniszczyć praktycznie wszystkie niemieckie czołgi. W rękach dobrze wyszkolonej załogi stanowił on znakomite narzędzie, na przykład 630. batalion niszczycieli czołgów w samym tylko lipcu 1944 zniszczył 53 Pantery, 15 dział pancernych i jednego Tygrysa, tracąc przy tym tylko 17 własnych pojazdów.
W odróżnieniu od M10 Wolverine, który powstał na bazie czołgu M4 Sherman, „Hellcat” został zaprojektowany od początku jako niszczyciel czołgów, z tego powodu był mniejszy, ważył o połowę mniej od M10, był znacznie szybszy i uzbrojony w lepszą armatę. Miał także przestronniejszy kadłub, w którym mieściła się pięcioosobowa załoga i zapas amunicji do działa – 45 pocisków.
Istniał tylko jeden wariant produkcyjny M18 – Armored Utility Vehicle M39. Była to bezwieżowa wersja M18, która była używana jako transporter opancerzony do przewozu żołnierzy i zaopatrzenia oraz jako ciągnik artyleryjski.
Produkcję M18 zakończono w październiku 1944 w związku ze zbliżającym się końcem wojny, do tego czasu wyprodukowano 2507 egzemplarzy tego pojazdu.
Projekt zamontowania działa 90 mm na podwoziu M18 został anulowany po zakończeniu II wojny światowej
M18 brał udział w walkach w Bośni i Chorwacji w 1992. Były używane głównie przez Serbów Bośniackich, lecz znane są też przypadki gdy Bośniaccy Muzułmanie używali wież M18 w celu zastąpienia uszkodzonych wież w czołgach T-55. Wieża od Hellcata została również użyta w serbskim pociągu pancernym „Kraina Express”.